# Cándido Camero
Cándido Camero, pseudonimo di Cándido Camero de Guerra (L'Avana, 22 aprile 1921 – New York, 7 novembre 2020), è stato un percussionista e polistrumentista cubano, noto soprattutto per le sue performance alle conga e ai bonghi.
Ha lavorato in molti generi di musica, dal pop, al rock, al R&B fino alla Afro-Cuban dance music e al Latin jazz. Attivo soprattutto negli Stati Uniti dove giunse nel 1946, si impose in breve tempo come capace ed eclettico strumentista, collaborando con numerose personalità della scena jazz statunitense. È diventato uno dei più noti congueros degli USA, apparendo a più riprese in Show televisivi come l'Ed Sullivan Show e il Jackie Gleason Show.
Cándido vanta un’ampia discografia da solista e da session man in studio e live con numerosi artisti: Art Blakey, Kenny Burrell, Duke Ellington, Erroll Garner, Dizzy Gillespie, Coleman Hawkins, Miles Davis, Tony Bennett, Jazz at the Philharmonic, Elvin Jones, Stan Kenton, Lecuona Cuban Boys, Machito, Tito Puente, Sonny Rollins e altri.
Grazie alla lunga, prestigiosa carriera, ha ricevuto premi come il "Latin Jazz USA Lifetime Achievement Award" (2001) e un premio speciale della American Society of Composers, Authors and Publishers as a "Legend of Jazz" (2005).

## Discografia

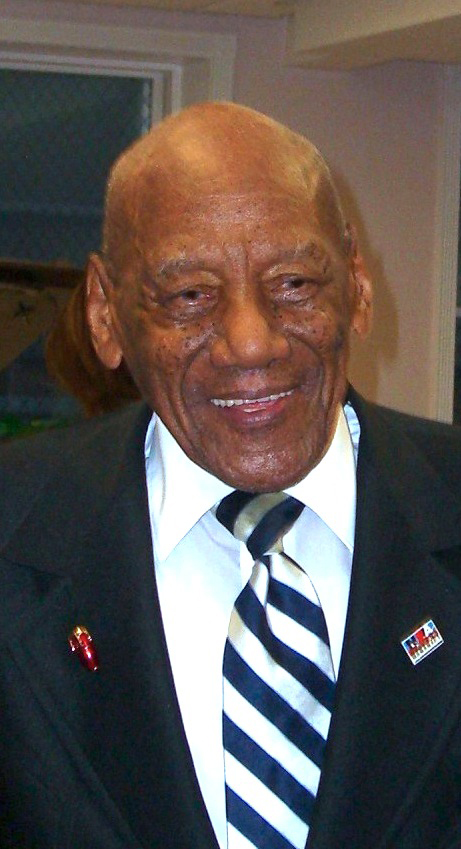
Cándido, premiato all'Union City Artist Award nel 2012

### Da leader
- 1956 – Candido featuring Al Cohn
- 1856 – The Volcanic
- 1959 – Latin Fire (The Big Beat of Candido)
- 1960 – In Indigo
- 1962 – Conga Soul
- 1963 – Candido's Comparsa (Live)
- 1966 – Brujerias de Candido/Candido's Latin McGuffa's Dust
- 1969 – Thousand Finger Man
- 1970 – Beautiful
- 1973 – Drum Fever
- 1979 – Dancin' and Prancin'
- 1979 – Giovanni Hidalgo, Candido, Patato Valdes - The Conga Kings
- 2000 – Candido & Graciela - Inolvidable
- 2008 – Hands of Fire/Manos de fuego (Live)
- 2014 – The Master